# Eremogone fendleri
Eremogone fendleri är en nejlikväxtart som först beskrevs av Asa Gray, och fick sitt nu gällande namn av S. Ikonnikov. Eremogone fendleri ingår i släktet Eremogone och familjen nejlikväxter.

## Underarter
Arten delas in i följande underarter:
- E. f. brevicaulis
- E. f. plateauensis
- E. f. porteri

## Bildgalleri

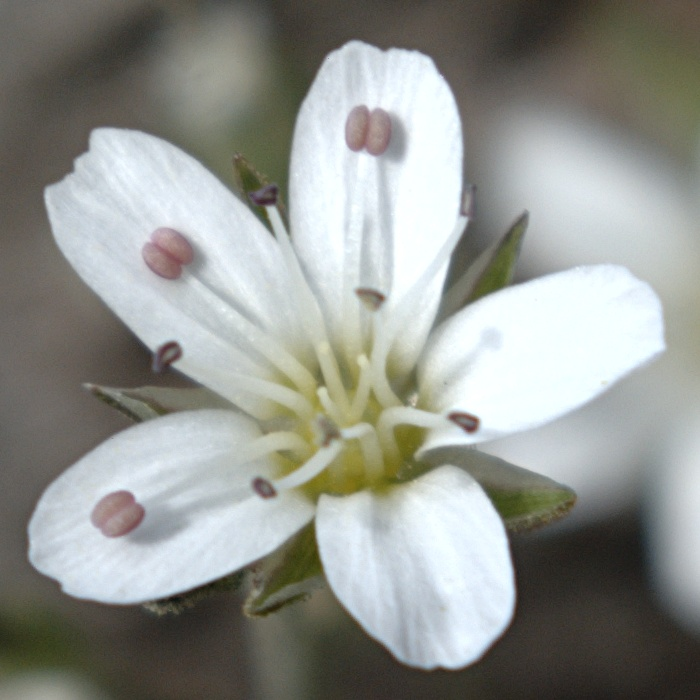
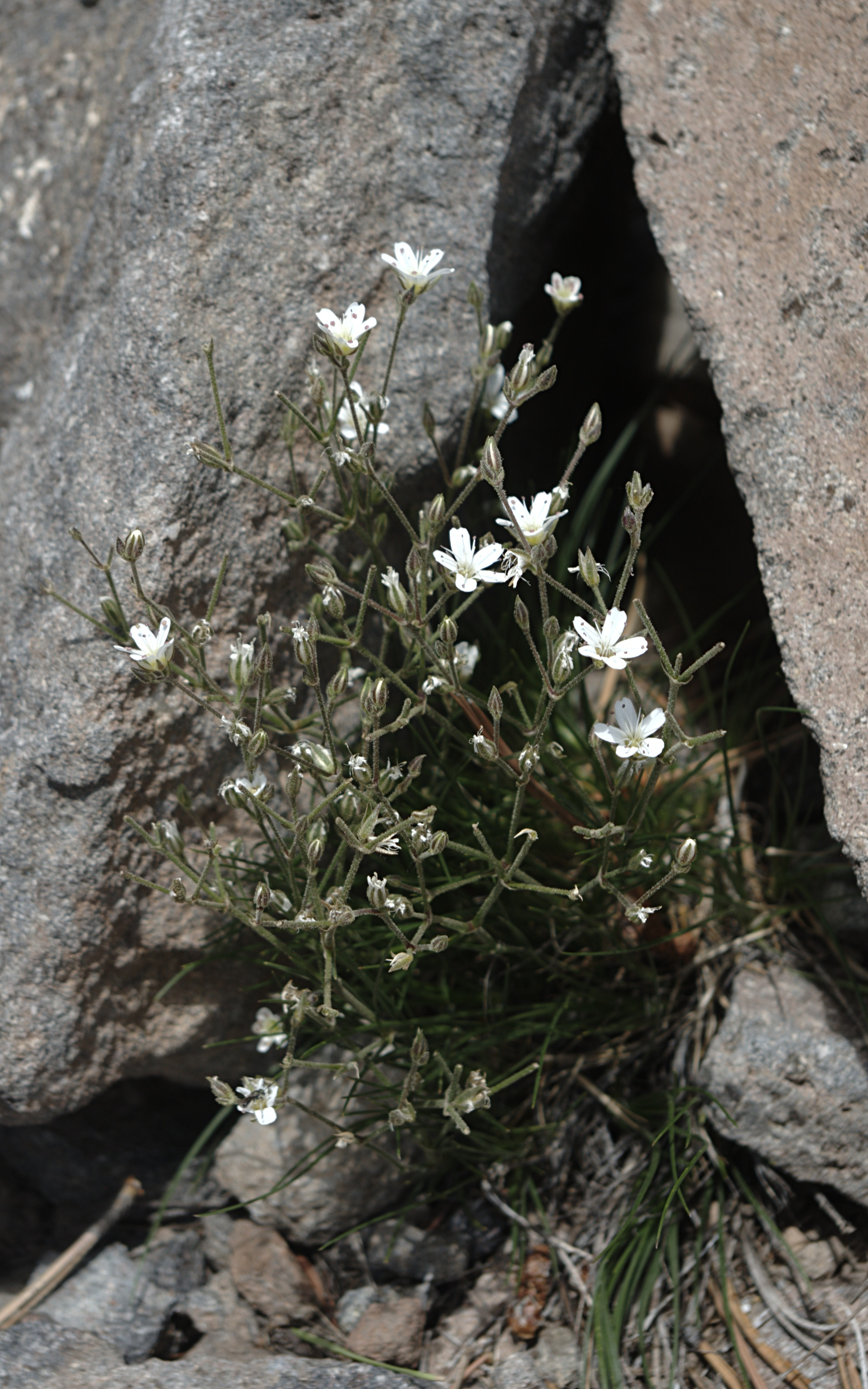
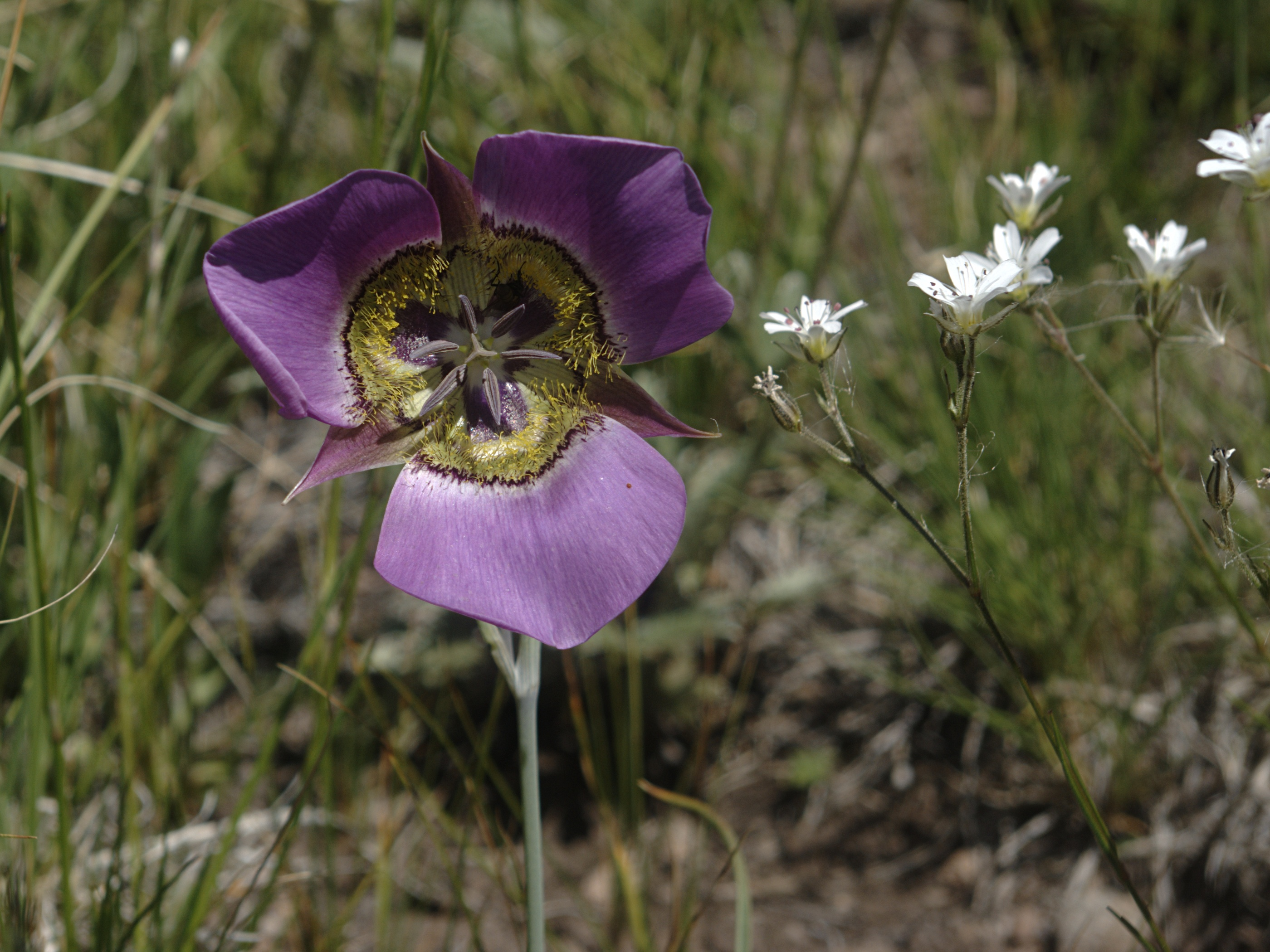
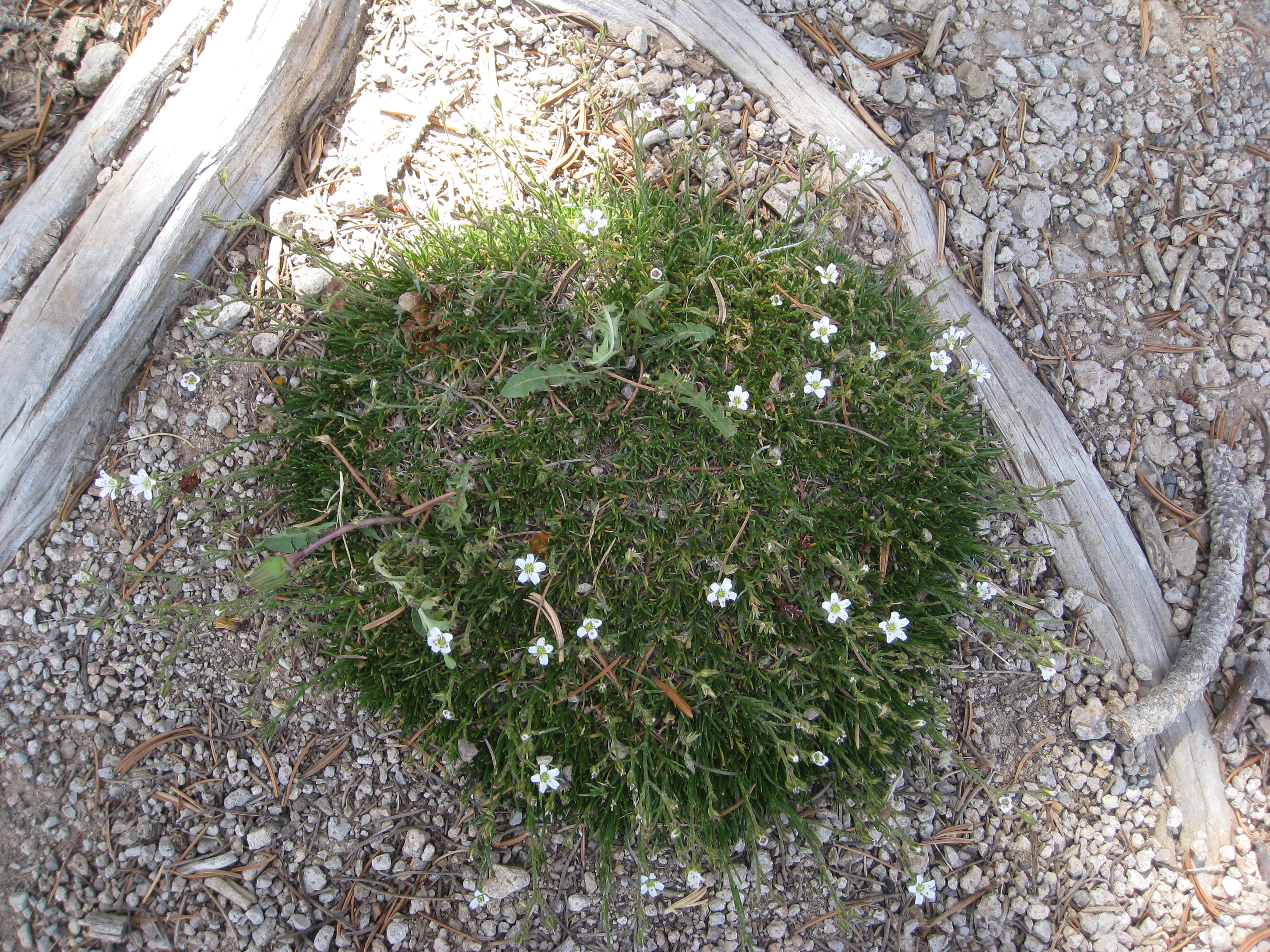
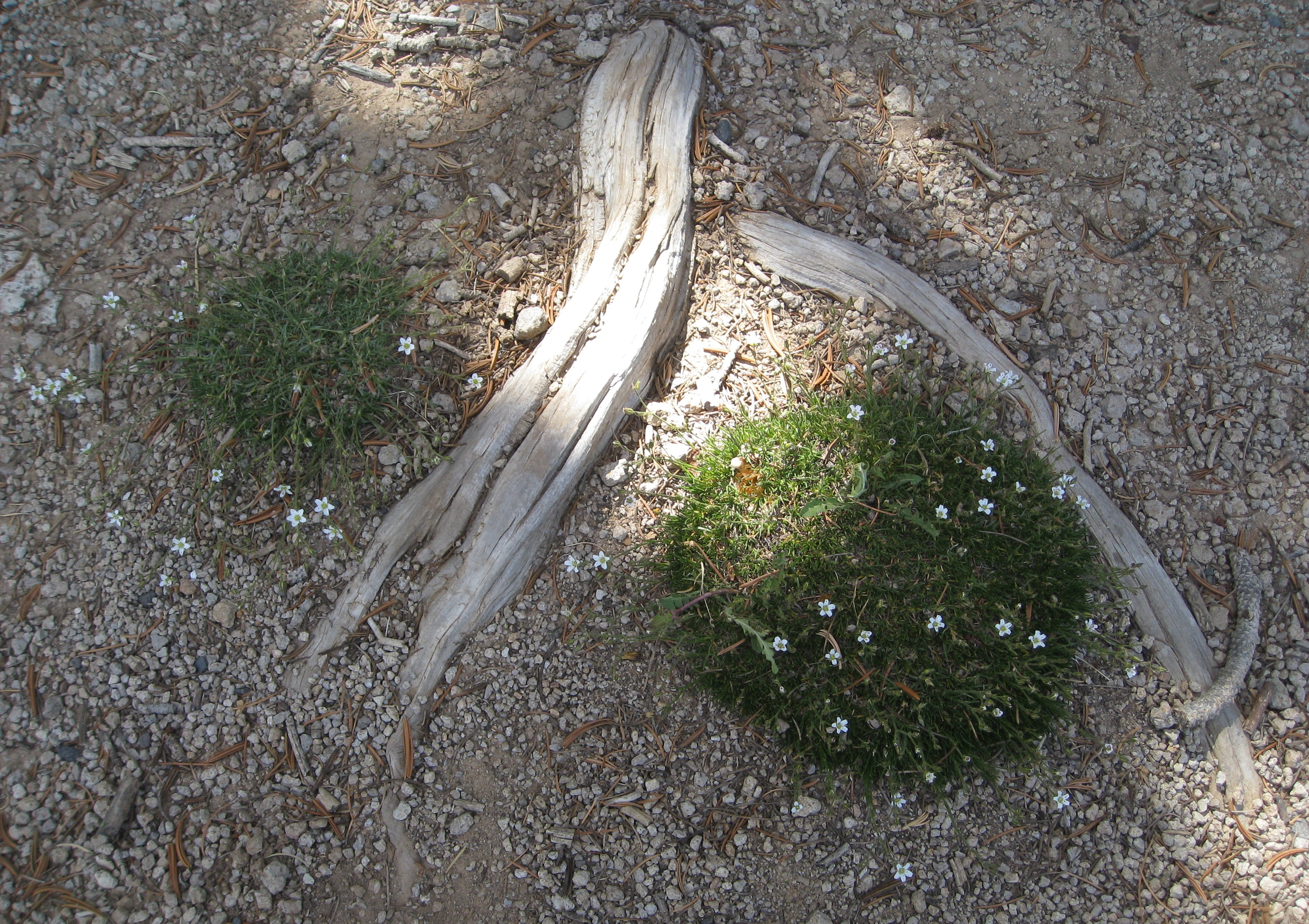
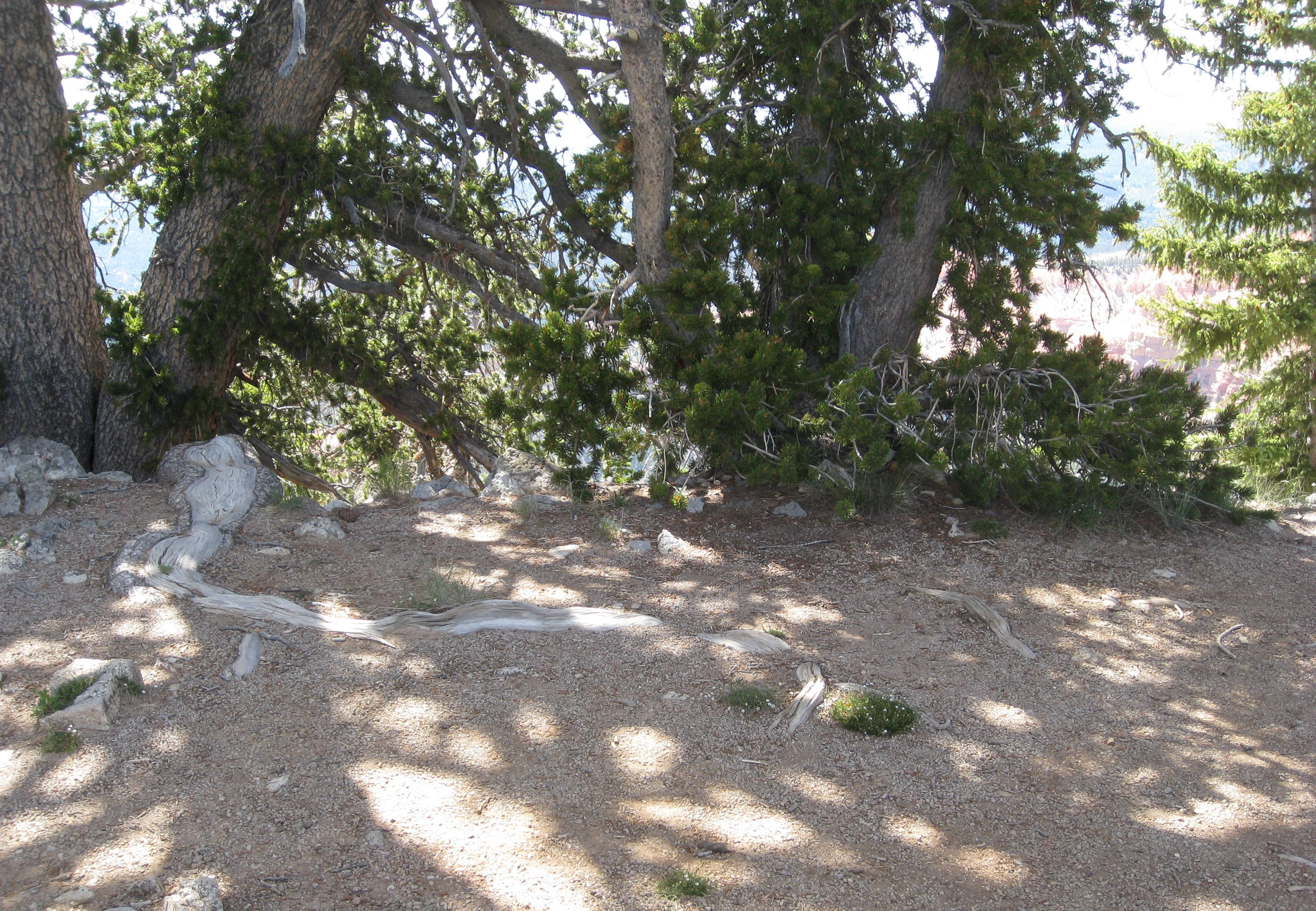